# Neuenhofe
Neuenhofe is een plaats en voormalige gemeente in de Duitse deelstaat Saksen-Anhalt, en maakt deel uit van de Landkreis Börde.
Neuenhofe telt 788 inwoners.